# Ungarische Fußballnationalmannschaft/Weltmeisterschaften
Der Artikel beinhaltet eine ausführliche Darstellung der ungarischen Fußballnationalmannschaft bei Fußball-Weltmeisterschaften. Ungarn nahm neunmal an Weltmeisterschaften teil und wurde zweimal Vizeweltmeister. Von den Mannschaften auf den ersten 42 Plätzen der ewigen Tabelle konnte sich Ungarn am längsten nicht mehr qualifizieren. Zuletzt nahmen sie 1986 teil. Erst auf Platz 43 steht mit Nordirland eine Mannschaft, die ebenso lange abwesend ist.

## Teilnahme Ungarns an der Fußball-Weltmeisterschaft
| Jahr | Gastgeberland  | Teilnahme bis …    | Letzte(r) Gegner                  | Ergebnis        | Trainer         | Bemerkungen und Besonderheiten                                                       |
| ---- | -------------- | ------------------ | --------------------------------- | --------------- | --------------- | ------------------------------------------------------------------------------------ |
| 1930 | Uruguay        | nicht teilgenommen |                                   |                 |                 |                                                                                      |
| 1934 | Italien        | Viertelfinale      | Österreich                        | 6.              | Ödön Nádas      |                                                                                      |
| 1938 | Frankreich     | Finale             | Italien                           | Vizeweltmeister | Alfréd Schaffer |                                                                                      |
| 1950 | Brasilien      | nicht teilgenommen |                                   |                 |                 |                                                                                      |
| 1954 | Schweiz        | Finale             | Deutschland                       | Vizeweltmeister | Gusztáv Sebes   | Wunder von Bern Sándor Kocsis Torschützenkönig                                       |
| 1958 | Schweden       | Vorrunde           | Schweden, Wales, Mexiko           | }10             | Lajos Baróti    | Im Entscheidungsspiel an Wales gescheitert                                           |
| 1962 | Chile          | Viertelfinale      | Tschechoslowakei                  | 5               | Lajos Baróti    | Flórián Albert erzielt ebenso wie 5 andere Spieler die meisten Tore (je 4)           |
| 1966 | England        | Viertelfinale      | UdSSR                             | 6               | Lajos Baróti    |                                                                                      |
| 1970 | Mexiko         | nicht qualifiziert |                                   |                 |                 | In der Qualifikation an der Tschechoslowakei gescheitert                             |
| 1974 | Deutschland    | nicht qualifiziert |                                   |                 |                 | In der Qualifikation an Schweden gescheitert                                         |
| 1978 | Argentinien    | Vorrunde           | Argentinien, Italien, Frankreich  | 15              | Lajos Baróti    |                                                                                      |
| 1982 | Spanien        | Vorrunde           | El Salvador, Argentinien, Belgien | 14              | Kálmán Mészöly  | Das 10:1 gegen El Salvador ist der höchste Sieg bei einer Männer-WM                  |
| 1986 | Mexiko         | Vorrunde           | UdSSR, Kanada, Frankreich         | 18              | György Mezey    |                                                                                      |
| 1990 | Italien        | nicht qualifiziert |                                   |                 |                 | In der Qualifikation an Spanien und Irland gescheitert                               |
| 1994 | USA            | nicht qualifiziert |                                   |                 |                 | In der Qualifikation an Griechenland und Russland gescheitert                        |
| 1998 | Frankreich     | nicht qualifiziert |                                   |                 |                 | In der Qualifikation an Norwegen und in der Relegation an BR Jugoslawien gescheitert |
| 2002 | Südkorea/Japan | nicht qualifiziert |                                   |                 |                 | In der Qualifikation an Italien und Rumänien gescheitert                             |
| 2006 | Deutschland    | nicht qualifiziert |                                   |                 |                 | In der Qualifikation an Schweden und Kroatien gescheitert                            |
| 2010 | Südafrika      | nicht qualifiziert |                                   |                 |                 | In der Qualifikation an Dänemark und Portugal gescheitert                            |
| 2014 | Brasilien      | nicht qualifiziert |                                   |                 |                 | In der Qualifikation an den Niederlanden und Rumänien gescheitert.                   |
| 2018 | Russland       | nicht qualifiziert |                                   |                 |                 | In der Qualifikation an Portugal und der Schweiz gescheitert.                        |
| 2022 | Katar          | nicht qualifiziert |                                   |                 |                 | In der Qualifikation an England, Polen und Albanien gescheitert.                     |

Statistik (Angaben inkl. 2022: 22 Weltmeisterschaften; Prozentangaben sind gerundet)

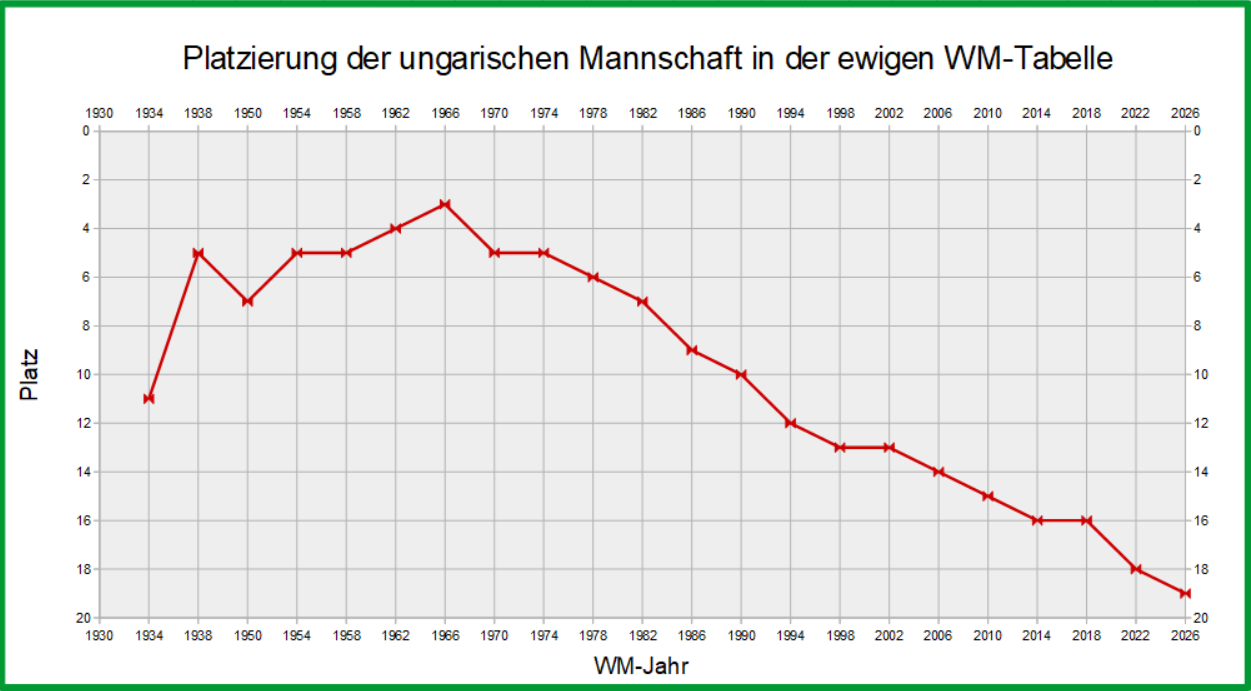
Platzierung der ungarischen Mannschaft in der ewigen WM-Tabelle

- Teilnahmeverzicht: 2× (10 %; 1930, 1950)
- Nicht qualifiziert: 11× (50 %; 1970, 1974, 1990, 1994, 1998, 2002, 2006, 2010, 2014, 2018, 2022)

- Sportliche Qualifikation: 8× (36 % bzw. bei 44 % der Versuche)
- Teilnahme ohne Qualifikation, da der Gegner nicht antrat: 1× (4,5 %; 1954)
  - Vorrunde: 4× (18 %; 1958, 1978, 1982, 1986)
  - Viertelfinale: 3× (13,6 %; 1934, 1962, 1966)
  - Finale: 2× (9 %; 1938 und 1954)
    - Vizeweltmeister: 2× (9 %; 1938 und 1954)

Häufigster letzter Gegner: Frankreich (2×)

### 1930 in Uruguay
Wie die meisten europäischen Mannschaften nahm auch Ungarn nicht an der ersten WM teil.

### 1934 in Italien
Für die erste WM in Europa konnten sich die Ungarn zusammen mit Österreich gegen Bulgarien qualifizieren. Nachdem Ungarn zwei und Österreich ein Spiel hoch gegen Bulgarien gewonnen hatten, wurden die übrigen Spiele nicht mehr ausgetragen. In Italien traf Ungarn im Achtelfinale auf Ägypten, das als erste und bis 1970 letzte afrikanische Mannschaft an der WM teilnahm, und gewann mit 4:2. Dabei erzielte Pál Teleki das erste WM-Tor für Ungarn. Im Viertelfinale war dann Österreich der Gegner und konnte die Ungarn mit 2:1 bezwingen. Es war bereits das 75. Spiel zwischen beiden Mannschaften.

### 1938 in Frankreich

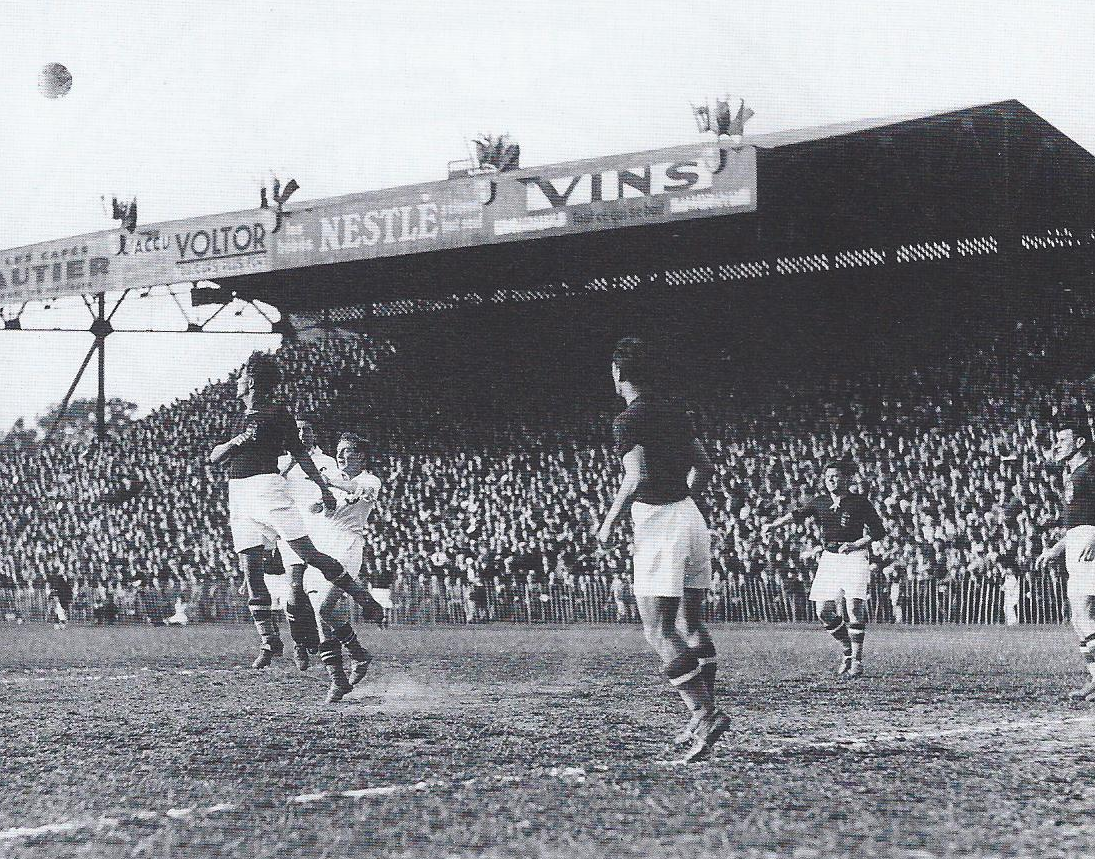
Szene aus dem Spiel gegen die Schweiz

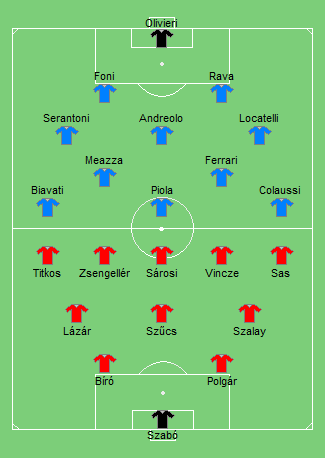
Aufstellungen im Finale 1938

Für die erste WM in Frankreich mussten sich die Ungarn gegen Griechenland qualifizieren, das zuvor Palästina ausgeschaltet hatte. Mit einem 11:1-Sieg gelang dies mühelos. In Frankreich traf die Mannschaft im Achtelfinale auf Niederländisch-Indien, das heutige Indonesien. Die Asiaten waren nur aufgrund der Absagen anderer Mannschaften dabei und konnten sich später nie wieder qualifizieren. Mit 0:6 verloren sie ihr einziges WM-Spiel. Im Viertelfinale war dann die Schweiz der Gegner, die sich in zwei kraftraubenden Spielen gegen Groß-Deutschland durchgesetzt hatte. Durch ein 2:0 zog Ungarn zum ersten Mal ins Halbfinale ein. Dort wurde Schweden, das bereits in der 1. Minute mit 1:0 in Führung gegangen war, mit 5:1 besiegt. Im Finale war Titelverteidiger Italien der Gegner. Bereits in der 6. Minute brachte der in Österreich-Ungarn geborene Gino Colaussi die Italiener mit 1:0 in Führung, aber zwei Minuten später konnte Pál Titkos ausgleichen. Schon 8 Minuten später fiel der erneute Führungstreffer für Italien durch Silvio Piola. In der 35. Minute gelang dann Colaussi mit dem 3:1 die Vorentscheidung. György Sárosi konnte zwar in der 70. Minute noch den Anschlusstreffer erzielen, aber erneut Piola gelang der 4:2-Endstand für den alten und neuen Weltmeister. Mit je fünf Toren waren Piola und die Ungarn Sárosi und Gyula Zsengellér zweitbeste Torschützen hinter dem Brasilianer Leônidas. Durch den Zweiten Weltkrieg blieb es dieser Generation verwehrt, erneut an einer WM teilzunehmen.

### 1950 in Brasilien
Zwar bestritten die Ungarn bereits seit August 1945 wieder zahlreiche Länderspiele, an der zweiten WM in Südamerika nahmen sie aber nicht teil.

### 1954 in der Schweiz

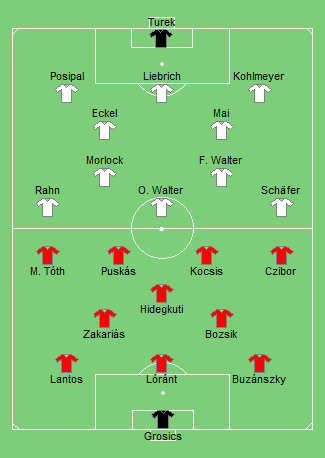
Aufstellungen im Finale 1954

Für die Fußball-Weltmeisterschaft 1954 war Ungarn kampflos qualifiziert, da der Gegner Polen nicht antrat. Aufgrund der Dominanz der Ungarn in dieser Zeit, die 1952 Olympiasieger geworden waren und als erste kontinentaleuropäische Mannschaft in England gewonnen hatten, rechneten sich die Polen keine Chance aus und verzichteten auf die Qualifikation, nachdem sie gegen Ungarn gelost wurden. Ungarn galt auch als erklärter Favorit auf den WM-Titel, denn seit Juni 1952 hatte die Goldene Elf kein Spiel mehr verloren und dabei England in London mit 6:3 und in Budapest kurz vor der WM mit 7:1 geschlagen.
In der Schweiz trafen die Ungarn im ersten Spiel auf Südkorea, das erstmals teilnahm und beim 0:9 gegen die Ungarn völlig überfordert war. Mit diesem Ergebnis wurde das bis dahin höchste Ergebnis bei einer WM aus dem Jahr 1938 überboten, als Schweden Kuba mit 8:0 bezwang, und nur den Ungarn gelang 1982 mit einem 10:1 ein Sieg mit noch mehr Toren. Im zweiten Spiel trafen die Ungarn auf die deutsche Mannschaft, die zuvor die Türkei mit 4:1 bezwungen hatte. Aufgrund des einmaligen Modus mussten die gesetzten Ungarn nicht gegen die ebenfalls gesetzten Türken antreten und Deutschland nicht gegen Südkorea. Da bei Punktgleichheit Entscheidungsspiele stattfanden, schonte der deutsche Bundestrainer Sepp Herberger einen Großteil seiner Mannschaft für das entscheidende Spiel gegen die Türken. Mit 8:3 gelang dann auch den Ungarn ein deutlicher Sieg, allerdings fiel Major Ferenc Puskás nach einem Foul von Werner Liebrich für die nächsten Spiele aus. Der Einzug ins Viertelfinale brachte die Begegnung mit Brasilien. Hier kam es zur Schlacht von Bern, bei der neben József Bozsik auch zwei Brasilianer vom Platz gestellt wurden. Durch das 4:2 kam es im Halbfinale zur Begegnung mit Titelverteidiger Uruguay und erneut siegten die Ungarn mit 4:2, benötigten dafür aber 120 Minuten. Anders als das Spiel gegen Brasilien verlief das zweite Spiel gegen eine südamerikanische Mannschaft aber friedlich. Am Ende umarmten sich die Spieler beider Mannschaften und zollten sich gegenseitig Respekt. Im Finale trafen die Ungarn dann erneut auf Vorrundengegner Deutschland und galten angesichts des Vorrundenergebnisses als klarer Favorit. Die Ungarn führten dann auch bereits nach 8 Minuten mit 2:0, aber was dann geschah, gilt in Deutschland als Wunder von Bern, in Ungarn führte es aber zu Ausschreitungen und die Spieler wurden von den kommunistischen Machthabern drangsaliert. Denn bereits zwei Minuten nach dem 2:0 gelang Max Morlock der Anschlusstreffer und acht Minuten später Helmut Rahn der Ausgleich. Damit wurde den Ungarn bewusst, dass es kein weiteres 8:3 geben würde und in einem nun ausgeglichenen Spiel hatten beide Mannschaften Chancen, in Führung zu gehen. Es dauerte aber bis zur 84. Minute, ehe Rahn der Siegtreffer gelang. Ein Treffer zwei Minuten später von Ferenc Puskás, der nach den beiden Spielen gegen die Südamerikaner, bei denen er fehlte, wieder einsatzfähig war, wurde wegen Abseits nicht gegeben und so ging das Spiel mit 2:3 verloren. Mit 11 Toren wurde der Ungar Sándor Kocsis Torschützenkönig und bis 1958 WM-Rekordtorschütze. Er war der erste Spieler, dem bei einer WM mehr als 9 Tore gelangen. Sein Rekord wurde aber vier Jahre später vom Franzosen Just Fontaine auf die bis heute gültige Bestmarke von 13 Toren gesteigert. Gusztáv Sebes blieb zwar noch im Amt des Nationaltrainers, nach mehreren schwachen Spielen trat er aber im Juni 1956 zurück.

### 1958 in Schweden
In die Qualifikation für die Fußball-Weltmeisterschaft 1958 gingen die Ungarn mit Márton Bukovi als Nationaltrainer, der das Amt im Juli 1956 übernommen hatte. Gegner waren Bulgarien und Norwegen. Nach einem 1:2 in Norwegen folgte zwar ein 4:1 gegen Bulgarien, aber bei den nächsten vier Spielen waren dann Lajos Baróti, Károly Lakat und Károly Sós verantwortlich und sorgten dafür, dass sich Ungarn wieder qualifizieren konnte. Danach wurde Baróti alleinverantwortlich und blieb es bis 1966. Ein Großteil der Spieler von 1954 hatte aber nach dem Ungarischen Volksaufstand von 1956 das Land verlassen. Lediglich Torhüter Gyula Grosics, Verteidiger Béla Kárpáti, die Mittelfeldspieler József Bozsik und Ferenc Szojka, sowie die Stürmer László Budai und Nándor Hidegkuti standen auch 1958 wieder im Kader.
In Schweden traf die Mannschaft im ersten Spiel auf Wales, das sich nur für diese WM – über Umwege – qualifizieren konnte und kam über ein 1:1 nicht hinaus. Im anschließenden Spiel gegen Gastgeber Schweden wurde mit 1:2 verloren. Durch ein 4:0 gegen Mexiko waren Wales und Ungarn punktgleich. Zwar hatten die Ungarn die bessere Tordifferenz bzw. das bessere Torverhältnis. Da dies aber nicht zählte, gab es ein Entscheidungsspiel gegen Wales. Dieses wurde trotz 1:0-Führung mit 1:2 verloren. Aber auch den Walisern nutzte dieser Sieg nicht viel, denn wie alle anderen Mannschaften, die durch Entscheidungsspiele weitergekommen waren, scheiterten sie im Viertelfinale. Diese unsinnige Regel wurde daher abgeschafft.

### 1962 in Chile
Für die Qualifikation zur dritten WM in Südamerika wurde Ungarn in eine Gruppe mit den Niederlanden und der DDR gelost und konnte sich souverän qualifizieren. Dabei wurde nur im letzten Spiel beim 3:3 gegen die Niederlande ein Punkt abgegeben.
In Chile traf die Mannschaft im ersten Spiel auf England und gewann mit 2:1. Mit einem 6:1 gegen WM-Neuling Bulgarien wurde quasi schon der Gruppensieg erreicht. Beim abschließenden 0:0 gegen Argentinien wurde dann ein Teil der Mannschaft für das Viertelfinale geschont. Für das Viertelfinale gegen die Tschechoslowakei galten die Ungarn als Favorit und trotz hoher Überlegenheit gelang der von Flórián Albert dirigierten Mannschaft gegen Viliam Schrojf, den besten Torhüter der WM, kein Tor und ein Konter führte zum 0:1 und dem Ausscheiden der Ungarn.

### 1966 in England
In der Qualifikation für die WM im Mutterland des Fußballs trafen die Ungarn wieder auf die DDR und auf Österreich und gaben nur im ersten Spiel in Leipzig mit dem 1:1 einen Punkt ab.
In England wurde das Auftaktspiel gegen WM-Neuling Portugal mit 1:3 verloren. Im zweiten Spiel war Titelverteidiger Brasilien der Gegner. Dieser konnte den verletzten Pelé nicht einsetzen und Ungarn gewann in einem der besten Spiele der WM mit 3:1. Im dritten Spiel gelang dann ein weiteres 3:1 gegen Bulgarien. Damit war Ungarn als Gruppenzweiter für das Viertelfinale qualifiziert. Hier traf die Mannschaft auf die UdSSR und scheiterte insbesondere in der zweiten Halbzeit immer wieder an Lew Jaschin, dem zu der Zeit besten Torhüter, wogegen dem ungarischen Torhüter József Gelei in seinem 10. Länderspiel in der 5. Spielminute ein spielentscheidender Fehler unterlief, als er bei einem Eckball einen Ball nicht festhalten konnte und Igor Tschislenko der Führungstreffer gelang. So schied Ungarn mit 1:2 aus und verabschiedete sich für 12 Jahre von der WM-Bühne. Torhüter Gelei kam nur noch zu einem weiteren Einsatz im Oktober 1966 gegen Österreich. Für Nationaltrainer Lajos Baróti endete mit dem WM-Aus auch seine Tätigkeit. 1975 kehrte er aber auf den Posten zurück, nachdem seine Nachfolger noch weniger Erfolg hatten.

### 1970 in Mexiko
Erstmals konnte sich Ungarn nicht für die WM qualifizieren. In einer Gruppe mit der Tschechoslowakei, Dänemark und Irland hatten die Ungarn und die Tschechoslowakei nach dem Ende der Qualifikationsspiele beide 9:3 Punkte, die Ungarn zwar die bessere Tordifferenz und auch den direkten Vergleich für sich entschieden (2:0 und 3:3), aber das zählte nicht. In Marseille kam es dann zu einem Entscheidungsspiel, das die Tschechoslowakei mit 4:1 gewann und zur ersten WM in Mittelamerika fahren konnte. Wäre das Entscheidungsspiel nach Verlängerung unentschieden ausgegangen, dann hätte die bessere Tordifferenz doch noch gezählt und Ungarn wäre qualifiziert gewesen.

### 1974 in der Bundesrepublik Deutschland
Für die WM beim Finalgegner von 1954 konnte sich Ungarn ebenfalls nicht qualifizieren und belegte in einer Gruppe mit Schweden und Österreich nur den dritten Platz vor Malta. Dabei hatten Ungarn sowie Schweden und Österreich am Ende alle 8:4 Punkte, die Ungarn aber die schlechtere Tordifferenz, die erstmals zählte. Schweden und Österreich, die beide die gleiche Tordifferenz hatten, mussten noch ein Entscheidungsspiel bestreiten, das Schweden gewann.

### 1978 in Argentinien
Um sich für die WM in Argentinien zu qualifizieren, musste Ungarn um die halbe Welt reisen. Denn nachdem sich die Mannschaft in Europa gegen die UdSSR und Griechenland durchgesetzt hatte, war die südamerikanische Mannschaft aus Bolivien noch in Hin- und Rückspiel auszuschalten. Dabei wurden die Südamerikaner in Budapest mit 6:0 bezwungen – dem höchsten Sieg in einem interkontinentalen Playoff-Spiel – und auch in der Höhe von La Paz gelang ein 3:2-Sieg. Die Ungarn galten dann sogar als Geheimfavorit für die WW.
In Argentinien konnte Ungarn aber nicht an alte Zeiten anknüpfen. Alle drei Spiele gegen Gastgeber Argentinien, Ex-Weltmeister Italien und Frankreich wurden verloren. Im ersten Spiel gegen Argentinien, bei dem die Ungarn mit Trauerflor spielten, weil zwei Tage zuvor József Bozsik gestorben war, verloren András Törőcsik und Tibor Nyilasi in den Schlussminuten die Nerven und sahen wegen Tätlichkeit bzw. Foulspiel die Rote Karte.

### 1982 in Spanien
Für die WM auf der iberischen Halbinsel konnte sich Ungarn erneut qualifizieren. In einer ausgeglichenen Gruppe mit England, Rumänien, der Schweiz und Norwegen konnte sich Ungarn am vorletzten Spieltag durch ein 4:1 gegen Norwegen vorzeitig qualifizieren. Die abschließende 0:1-Niederlage in England, wodurch sich auch die Engländer qualifizierten, konnte verkraftet werden.
In Spanien startete Ungarn spektakulär und überbot im ersten Spiel gegen El Salvador, das sich nach 1970 wieder qualifiziert hatte, den eigenen Rekord von 1954 und gewann mit 10:1. Da aber anschließend gegen Titelverteidiger Argentinien mit 1:4 verloren wurde und gegen Belgien nur ein 1:1 erreicht wurde, war dieser hohe Sieg wertlos und Ungarn schied wieder in der ersten Runde aus.

### 1986 in Mexiko
Für die zweite WM in Mexiko konnte sich Ungarn zum vorerst letzten Mal qualifizieren. In einer Gruppe mit den Niederlanden, Österreich und Zypern wurde die Teilnahme im vorletzten Spiel durch ein 3:0 in Wien perfekt gemacht. Da konnte die 0:1-Niederlage im letzten Heimspiel gegen die Niederlande verkraftet werden.
In Mexiko unterlag die Mannschaft im ersten Spiel aber der UdSSR mit 0:6, gewann dann zwar gegen WM-Neuling Kanada mit 2:0, um dann durch ein 0:3 gegen Europameister Frankreich die Chance auf den Achtelfinaleinzug zu verspielen. Damit verabschiedete sich Ungarn für lange Zeit von der WM-Bühne.

### 1990 in Italien
Die Qualifikation vier Jahre später wurde gegen Spanien und Irland, das sich erstmals qualifizierte verpasst. Nur Nordirland und Malta konnten auf die Plätze verwiesen werden, wobei gegen Malta nur zwei Unentschieden gelangen.

### 1994 in den Vereinigten Staaten
Die Qualifikation vier weitere Jahre später verlief nicht besser. Erstmals wurde Ungarn von einem Ausländer, dem Belgier Emerich Jenei trainiert, allerdings ohne Erfolg. Griechenland sowie Russland, die sich beide zum ersten Mal qualifizierten, sowie sogar Island lagen am Ende vor Ungarn, das lediglich Luxemburg hinter sich lassen konnte, gegen das die einzige Siege gelangen. Jeneis Amtszeit endete dann auch schnell wieder.

### 1998 in Frankreich
Die Qualifikation zur WM in Frankreich verlief zwar besser, denn nur Norwegen lag am Ende deutlich vor Ungarn. Aber die Relegationsspiele gegen die Bundesrepublik Jugoslawien wurden mit 1:7 und 0:5 verloren. In diese war man durch ein 1:1 im letzten Spiel gegen Finnland gelangt, das zuvor in der Schweiz mit 2:1 gewonnen hatte. Aserbaidschan, das im ersten Spiel überraschend die Schweiz schlagen konnte, hatte ansonsten nur als Punktelieferant gedient.

### 2002 in Japan und Südkorea
In der Qualifikation für die erste WM in Asien waren Italien, Rumänien und sogar Georgien zu stark. Lediglich Litauen war noch schwächer. Dabei startete Ungarn gut mit einem 2:2 gegen Italien und einem 6:1 in Litauen, erreichte dann aber im Rückspiel nur ein 1:1. Nach einer Niederlage gegen Rumänien folgte noch ein 4:1 gegen Georgien, dann wurden aber alle weiteren Spiele verloren.

### 2006 in Deutschland
In die Qualifikation für die zweite WM in Deutschland gingen die Ungarn mit Lothar Matthäus als zweitem ausländischen Nationaltrainer. Dieser hatte im Dezember 2003 nach der verpassten EM-Qualifikation das Amt übernommen. Aber wieder waren drei andere Mannschaften zu stark: Kroatien und Schweden dominierten die Qualifikation und hatten am Ende 24 Punkte, Bulgarien lag mit 15 Punkten noch vor Ungarn (14 Punkte). Lediglich Island und Malta (4 bzw. 3 Punkte) waren noch schlechter. Nachdem auch noch zwei Freundschaftsspiele gegen Griechenland und Neuseeland verloren wurden und nur gegen die Fußballnationalmannschaft von Antigua und Barbuda gewonnen wurde, verließ Matthäus seinen Posten als Nationaltrainer.

### 2010 in Südafrika
In der Qualifikation für die erste WM in Afrika probierten es die Ungarn mit dem Niederländer Erwin Koeman als Nationaltrainer. Wieder ohne Erfolg, denn Dänemark und Portugal, die sich qualifizierten, sowie Schweden lagen am Ende vor Ungarn. Nur Albanien und Malta sowie die bereits qualifizierten Dänen konnten besiegt werden. Im Juli 2010 endete dann die Amtszeit von Koeman.

### 2014 in Brasilien
In der Qualifikation für die zweite WM in Brasilien versuchten sich dann gleich drei Ungarn als Nationaltrainer. Zunächst Sándor Egervári als direkter Nachfolger von Koeman. Nach einer 1:8-Niederlage gegen die Niederlande, der höchsten Niederlage in der ungarischen Länderspielgeschichte, gab er aber im Oktober 2013 sein Amt auf. Bis dahin hatten die Ungarn noch Chancen auf Platz 2, der in die Relegation der Gruppenzweiten geführt hätte. Ihm folgte József Csábi für das letzte Spiel gegen Tabellenschlusslicht Andorra, das mit 2:0 gewonnen wurde. Mit 17 Punkten belegte Ungarn am Ende Platz 3 hinter den Niederlanden (28 Punkte) und Rumänien (19 Punkte), die Türkei (16 Punkte) und Estland (7 Punkte) konnten noch hinter sich gelassen werden.

### 2018 in Russland
In der Qualifikation trafen die Ungarn auf Europameister Portugal, die Schweiz, die Färöer, Lettland und Andorra. Die Ungarn starteten mit einem torlosen Remis auf den Färöer und verloren dann ihr Heimspiel gegen die Schweiz. Nach zwei Siegen verloren sie zum Abschluss der Hinrunde in Portugal. Die Rückrunde starteten sie mit einer 0:1-Niederlage bei Fußbballzwerg Andorra, für den das der einzige Sieg in dieser Qualifikation war. Zwar konnten sie dann gegen Lettland mit 3:2 gewinnen, aber nach der Heimniederlage am drittletzten Spieltag gegen Portugal hatte Ungarn keine Chance mehr sich für die Endrunde zu qualifizieren. Nach einer 2:5-Niederlage gegen Tabellenführer Schweiz konnten sie immerhin durch ein 1:0 im letzten Spiel gegen die Färöer diese auf den vierten Platz verweisen. Sie hatten aber als Dritter mit 14 Punkten den größten Abstand auf die zweitplatzierte Mannschaft. Am 17. Oktober 2017 trat daraufhin Bernd Storck vom Posten des Cheftrainers und Sportdirektors beim ungarischen Fußballverband zurück.

### 2022 in Katar
In der Qualifikation waren England, Polen, Albanien, Andorra und San Marino die Gegner. Gegen England gab es in zuvor 22 Spielen 15 Niederlagen, zwei Remis und fünf Siege, darunter aber mit 1:7 für England die höchste Niederlage und die erste Heimniederlage gegen eine nichtbritische Mannschaft. Zudem konnte Ungarn bei der WM 1962 gegen die Engländer gewinnen, was ihnen aber nicht zum Weiterkommen reichte. Je zwei EM- und WM-Qualifikationsspiele wurden verloren. Gegen Polen gab es in zuvor 32 Spielen 20 Siege, vier Remis und acht Niederlagen. Bis 1970 gab es in 18 Spielen nur ein Remis und eine Niederlage, danach wurde es ausgeglichener und von den letzten acht Spielen konnten die Ungarn nur eins gewinnen. Beide spielten noch nie in WM-Qualifikationen gegeneinander und nur vier Spiele fanden in EM-Qualifikationen statt, die aber für beide nicht erfolgreich verliefen. Gegen Albanien gab es zuvor ein Remis und fünf Siege, davon zwei in der Qualifikation für die WM 2010. Gegen Andorra gab es zuvor je drei Siege und eine Niederlage in den Qualifikationen für die Weltmeisterschaften 2014 und 2018 – wodurch Ungarn zu den nur sieben Ländern gehört, gegen die Andorra ein Spiel gewinnen konnte. San Marino wurde zuvor viermal ohne Gegentor in EM-Qualifikationsspielen bezwungen.
Die Ungarn begannen mit einem 3:3 gegen Polen, gewannen dann mit 3:0 in San Marino und 4:1 in Andorra. Es folgte eine 0:4-Heimniederlage gegen England und eine 0:1-Niederlage in Albanien. Nach einem mühsamen 2:1-Heimsieg gegen Andorra verloren die Ungarn daheim gegen Albanien mit 0:1. Zwar erreichten sie in England ein 1:1, konnten danach aber nur noch maximal Gruppenzweiter werden. Trotz des 4:0-Heimsiegs im vorletzten Spiel gegen San Marino hatten die Ungarn dann aber schon vor dem letzten Spiel keine Chance mehr sich für die Endrunde zu qualifizieren. Zwar wurden sie in der UEFA Nations League 2020/21 in Liga B Gruppensieger, Österreich, Tschechien und Wales konnten als Gruppensieger aber mehr Punkte holen.

### 2026 in Kanada, Mexiko und USA
In der Qualifikation treffen die Ungarn ab September 2025 auf Portugal, Irland und Armenien.

## Rangliste der ungarischen WM-Spieler mit den meisten Einsätzen
01. Sándor Mátrai, Ferenc Sipos – je 12 Spiele bei 3 Turnieren
03. Gyula Grosics – 11 Spiele bei 3 Turnieren
04. József Bozsik, Kálmán Mészöly, László Sárosi Lajos Tichy – je 8 Spiele bei 2 Turnieren
08. Flórián Albert, Gyula Rákosi – je 7 Spiele bei 2 Turnieren

## Rangliste der ungarischen WM-Spieler mit den meisten Toren
01. Sándor Kocsis – 11 Tore
02. Lajos Tichy – 7 Tore
03. György Sárosi – 6 Tore
04. Gyula Zsengellér – 5 Tore
05. Florian Albert, Ferenc Bene, Nándor Hidegkuti, Ferenc Puskás – je 4 Tore

## WM-Kapitäne
- 1934: László Sternberg
- 1938: György Sárosi
- 1954: Ferenc Puskás (Vorrunde und Finale), József Bozsik (Viertel- und Halbfinale)
- 1958: Nándor Hidegkuti (1. Spiel), József Bozsik (2. bis 4. Spiel)
- 1962: Ferenc Sipos (1. Spiel), László Sárosi (2. Spiel), Gyula Grosics (3. und 4. Spiel)
- 1966: Ferenc Sipos
- 1978: Zoltán Kereki
- 1982: Tibor Nyilasi
- 1986: Antal Nagy (1. und 2. Spiel), Imre Garaba (3. Spiel)

## Bei Weltmeisterschaften gesperrte Spieler
- 1934: Imre Markos wurde als einziger Spieler bei der WM 1934 im Viertelfinale gegen Österreich vom Platz gestellt. Da Ungarn ausschied, hatte dies keinen weiteren Einfluss auf das Turnier.
- 1954: József Bozsik wurde im Viertelfinale gegen Brasilien vom Platz gestellt, konnte im Halbfinale und Finale aber wieder mitspielen.
- 1958: Ferenc Sipos wurde im Entscheidungsspiel gegen Wales vom Platz gestellt. Da Ungarn ausschied, hatte dies keinen weiteren Einfluss auf das Turnier.
- 1978: András Törőcsik und Tibor Nyilasi erhielten in der 88. und 89. Minute des Spiels gegen Argentinien die rote Karte und waren für das Spiel gegen Italien gesperrt.

## Anteil der im Ausland spielenden Spieler im WM-Kader
Bei der ersten Teilnahme setzte Ungarn nur Spieler ein, die bei Budapester Vereinen oder bei Bocskai Debrecen spielten, 1938 kam aber mit Vilmos Kohut ein in Frankreich spielender „Legionär“ zum Einsatz. Nach dem Zweiten Weltkrieg und dem Wandel zum Kommunismus im Machtbereich der UdSSR gab es keine Legionäre mehr, da ein Wechsel zu einer Profimannschaft im Westen nicht möglich war und auch innerhalb des Ostblocks keine Wechsel erfolgten. Ende der 1970er Jahre durften dann ältere Spieler in den Westen wechseln und fünf von ihnen, alle älter als 30, standen dann auch im 82er Kader. 1986 standen dann noch zwei Legionäre im Kader. Nach dem Umbruch in Osteuropa spielten dann auch jüngere Spieler in Westeuropa, konnten aber bei Weltmeisterschaften nicht mehr auf sich aufmerksam machen.
| Jahr (Spiele)       | Anzahl (Länder)                                                | Spieler (Einsätze)                                                                              |
| ------------------- | -------------------------------------------------------------- | ----------------------------------------------------------------------------------------------- |
| 1934                | 0                                                              |                                                                                                 |
| 1938 (4)            | 1 (Frankreich)                                                 | Vilmos Kohut (2)                                                                                |
| 1954 bis 1966, 1978 | 0                                                              |                                                                                                 |
| 1982 (3)            | 5 (2 in Belgien, 1 in Frankreich, 1 in Portugal, 1 in Spanien) | Győző Martos (3), László Fazekas (3); László Bálint (2); Ferenc Mészáros (3); Sándor Müller (2) |
| 1986 (3)            | 2 (1 in Frankreich, 1 in Griechenland)                         | Győző Burcsa (3), Márton Esterházy (3)                                                          |

## Spiele
Die Ungarn bestritten bisher 32 WM-Spiele. Davon wurden 15 gewonnen, 14 verloren und 3 endeten remis. Nur einmal musste ein Spiel verlängert werden, da ein Sieger ermittelt werden musste, und Ungarn konnte die Verlängerung nutzen und gewinnen.
Ungarn nahm nie am Eröffnungsspiel teil und musste zweimal gegen den Gastgeber antreten: 1958 und 1978 in der Vorrunde.
Die Ungarn verloren dreimal (1938, 1954 und 1978) gegen den späteren Weltmeister, gewannen gegen ihn aber 1954 in der Vorrunde.
1938 (Finale), 1954 (Viertelfinale), 1966 (Vorrunde) und 1982 (Vorrunde) spielte die Mannschaft gegen den Titelverteidiger.
Am häufigsten traf Ungarn auf Argentinien, dreimal in der Vorrunde (1962, 1978 und 1982).
Die Ungarn trafen achtmal auf WM-Neulinge: 1934 (als man selber Neuling war)/Ägypten und Österreich, 1938/Niederländisch-Indien, 1954/Südkorea und BR Deutschland, 1958/Wales, 1962/Bulgarien, 1966/Portugal, dabei zweimal gegen Neulinge, die nur einmal teilnahmen.
In der Qualifikation trafen die Ungarn auf insgesamt 34 verschiedene europäische und eine südamerikanische Mannschaft, am häufigsten (4×) auf Malta (1974, 1990, 2006, 2010), aber noch nie auf Deutschland.
| Alle WM-Spiele |            |                       |            |                                             |   |                     | |
| Nr.            | Datum      | Gegner                | Ergebnis   | Anlass                                      |   | Austragungsort      | Bemerkung |
| 1.             | 27.05.1934 | Ägypten               | 04:2       | Achtelfinale                                | * | Neapel (ITA)        | |
| 2.             | 31.05.1934 | Österreich            | 01:2       | Viertelfinale                               | * | Bologna (ITA)       | |
| 3.             | 05.06.1938 | Niederländisch-Indien | 06:0       | Achtelfinale                                | * | Reims (FRA)         | Erstes Länderspiel gegen Niederländisch-Indien                                                                              |
| 4.             | 12.06.1938 | Schweiz               | 02:0       | Viertelfinale                               | * | Lille (FRA)         | |
| 5.             | 16.06.1938 | Schweden              | 05:1       | Halbfinale                                  | * | Paris (FRA)         | |
| 6.             | 19.06.1938 | Königreich Italien    | 02:4       | Finale                                      | * | Colombes (FRA)      | Erster Finaleinzug bei einem Turnier                                                                                        |
| 7.             | 17.06.1954 | Südkorea              | 09:0       | Vorrunde                                    | * | Zürich (CHE)        | Erstes Länderspiel gegen Südkorea                                                                                           |
| 8.             | 20.06.1954 | BR Deutschland        | 08:3       | Vorrunde                                    | * | Basel (CHE)         | Höchster Sieg gegen Deutschland, höchste Niederlage Deutschlands bei einer WM                                               |
| 9.             | 27.06.1954 | Brasilien             | 04:2       | Viertelfinale                               | * | Bern (CHE)          | Erstes Länderspiel gegen Brasilien                                                                                          |
| 10.            | 30.06.1954 | Uruguay               | 04:2 n. V. | Halbfinale                                  | * | Lausanne (CHE)      | Erstes Länderspiel gegen Uruguay                                                                                            |
| 11.            | 04.07.1954 | BR Deutschland        | 02:3       | Finale                                      | * | Bern (CHE)          | |
| 12.            | 08.06.1958 | Wales                 | 01:1       | Vorrunde                                    | * | Sandviken (SWE)     | Erstes Länderspiel gegen Wales                                                                                              |
| 13.            | 12.06.1958 | Schweden              | 01:2       | Vorrunde                                    | A | Solna (SWE)         | |
| 14.            | 15.06.1958 | Mexiko                | 04:0       | Vorrunde                                    | * | Sandviken (SWE)     | Erstes Länderspiel gegen Mexiko                                                                                             |
| 15.            | 17.06.1958 | Wales                 | 01:2       | Entscheidungsspiel um Platz 2 in der Gruppe | * | Solna (SWE)         | |
| 16.            | 31.05.1962 | England               | 02:1       | Vorrunde                                    | * | Rancagua (CHL)      | |
| 17.            | 03.06.1962 | Bulgarien             | 06:1       | Vorrunde                                    | * | Rancagua (CHL)      | |
| 18.            | 06.06.1962 | Argentinien           | 00:0       | Vorrunde                                    | * | Rancagua (CHL)      | Erstes Länderspiel gegen Argentinien                                                                                        |
| 19.            | 10.06.1962 | Tschechoslowakei      | 00:1       | Viertelfinale                               | * | Rancagua (CHL)      | |
| 20.            | 13.07.1966 | Portugal              | 01:3       | Vorrunde                                    | * | Manchester (ENG)    | |
| 21.            | 15.07.1966 | Brasilien             | 03:1       | Vorrunde                                    | * | Liverpool (ENG)     | |
| 22.            | 20.07.1966 | Bulgarien             | 03:1       | Vorrunde                                    | * | Manchester (ENG)    | |
| 23.            | 23.07.1966 | Sowjetunion           | 01:2       | Viertelfinale                               | * | Sunderland (ENG)    | |
| 24.            | 02.06.1978 | Argentinien           | 01:2       | Vorrunde                                    | A | Buenos Aires (ARG)  | |
| 25.            | 06.06.1978 | Italien               | 01:3       | Vorrunde                                    | * | Mar del Plata (ARG) | |
| 26.            | 10.06.1978 | Frankreich            | 01:3       | Vorrunde                                    | * | Mar del Plata (ARG) | |
| 27.            | 15.06.1982 | El Salvador           | 10:1       | Vorrunde                                    | * | Elche (ESP)         | Erstes Länderspiel gegen El Salvador, höchster Sieg bei einer Weltmeisterschaft der Männer, höchste Niederlage El Salvadors |
| 28.            | 18.06.1982 | Argentinien           | 01:4       | Vorrunde                                    | * | Alicante (ESP)      | |
| 29.            | 22.06.1982 | Belgien               | 01:1       | Vorrunde                                    | * | Elche (ESP)         | |
| 30.            | 02.06.1986 | Sowjetunion           | 00:6       | Vorrunde                                    | * | Irapuato (MEX)      | |
| 31.            | 06.06.1986 | Kanada                | 02:0       | Vorrunde                                    | * | Irapuato (MEX)      | Erstes Länderspiel gegen Kanada                                                                                             |
| 32.            | 09.06.1986 | Frankreich            | 00:3       | Vorrunde                                    | * | Leon (MEX)          | |

### Höchste Siege und Niederlagen
Ungarn erzielte die höchsten Siege gegen folgende Länder bei WM-Turnieren:
- BR Deutschland: Vorrunde 1954 8:3
- El Salvador: Vorrunde 1982 10:1
- Kanada: Vorrunde 1986 2:0
- Mexiko: Vorrunde 1958 4:0
- Niederländisch-Indien: Achtelfinale 1938 6:0 (einziges Spiel gegen Niederländisch-Indien bzw. Indonesien)
- Südkorea: Vorrunde 1954 9:0
- Uruguay: Halbfinale 1954 4:2 n. V. (einziger Sieg gegen Uruguay)

Nur gegen ein Land kassierte Ungarn die höchste Niederlage bei einem WM-Turnier:
- Sowjetunion: Vorrunde 1986 0:6

## Rekorde

### Mannschaft
- Die meisten Turniertore:
  - 1938: 15 in 4 Spielen
  - 1954: 27 in 5 Spielen
- Die höchsten Siege:
  - Ungarn – El Salvador 10:1 (Vorrunde 1982)
  - Ungarn – Südkorea 9:0 (Vorrunde 1954)
- Die Spiele mit den zweitmeisten Toren: 11 Tore – Ungarn – El Salvador 10:1 (Vorrunde 1982), Ungarn – BR Deutschland 8:3 (Vorrunde 1954), Brasilien – Polen 6:5 n. V. (Achtelfinale 1938)
- Höchster Sieg bei der drei Weltmeisterschaften:
  - 1954 Ungarn – Südkorea 9:0 Vorrunde
  - 1962 Ungarn – Bulgarien 6:1 Vorrunde
  - 1982 Ungarn – El Salvador 10:1 Vorrunde
- Höchster Sieg in einer Vorrunde: 1982 Ungarn – El Salvador 10:1
- Die meisten pro Spiel erzielten Toren bei einer WM: 1954 (27 Tore in 5 Spielen; 5,4 pro Spiel)
- Die meisten Tore pro Spiel um das Finale zu erreichen: 1954 (6,25 Tore pro Spiel)
- Ungarn hat von den Mannschaften, die maximal zwölfmal teilnahmen, die meisten Tore erzielt (87), nahm aber nur neunmal teil.
- Höchster Sieg in Interkontinental-Playoffs: Ungarn – Bolivien 6:0 am 29. Oktober 1977 in Budapest

### Spieler
- Sándor Kocsis – Torschützenkönig 1954, erster Spieler mit mehr als 9 Toren bei einem Turnier, WM-Rekordtorschütze mit 10 bis 11 Toren vom 30. Juni 1954 bis 28. Juni 1958

### Negativrekorde
- Höchste Niederlage bei einem Turnier: 1986 Ungarn – UdSSR 0:6 Vorrunde
- Erster Olympiasieger der sich nicht qualifizieren konnte: 1968/1970

### Besonderheiten
Die beiden Spiele bei der WM 1954 gegen Deutschland sind die bisher einzigen Pflichtspiele gegen Deutschland.